# Jean-Raymond Tournoux
Jean-Raymond Tournoux (Les Rousses, 15 de agosto de 1914 - París, 23 de noviembre de 1984) fue un periodista e historiador francés.
Tras finalizar sus de estudios de periodismo, trabajó como redactor en La République de l'Est de 1934 a 1939. En 1940, participó en la Segunda Guerra Mundial como oficial; desmovilizado deja la zona Norte (la Francia ocupada por los alemanes) y pasa a la Zona libre, territorio del régimen de Vichy. Trabaja como corresponsal de prensa y, a partir de 1941, como redactor para la radio de Vichy, periodista en La Légion y acompaña al mariscal Pétain en sus viajes, el cual le condecora con la Ordre de la Francisque. 
Paralelamente, entra en contacto con la Resistencia francesa y se une a la Réseau Andalousie (red Andalucía) a la cual transmite toda la información que va recogiendo y, en 1944 entra a colaborar en el periódico clandestino Libération. Es condecorado con la Cruz del Combatiente voluntario de la Resistencia y de Cruz del Combatiente.
Se le nombra jefe de departamento del Libération y colabora a partir de 1949 en el recién fundado Paris-Match. trabaja como editor en L'Information de 1950 a 1955 y colabora en Le Figaro. En 1964 se le nombra director del servicio político del Paris-Match, cargo que ocupa hasta 1976. El 22 de diciembre de 1981 es elegido miembro de la Academia de Ciencias Morales y Políticas de Francia. 
Partidario del general de Gaulle, le consagró varias de sus obras.

## Obras
- Carnets secrets de la politique
- Secrets d'Etat
- L'Histoire secrète. La Cagoule, le Front populaire, Vichy, Londres
- La Tragédie du général
- Pétain et de Gaulle (traducido al castellano como Petain y De Gaulle : Secretos de Estado)
- Le Mois de mai du général. Le livre blanc des évènements
- Jamais dit
- Le Tourment et la fatalité. Tout finit par se savoir
- Journal secret. Une année pas comme les autres
- Les Tonneaux de poudre
- Le Feu et la cendre. Les années politiques du général de Gaulle
- Pétain et la France
- Le Royaume d'Otto
- France, ton café fout le camp. L'engrenage de la démocratie populaire